# Edward England

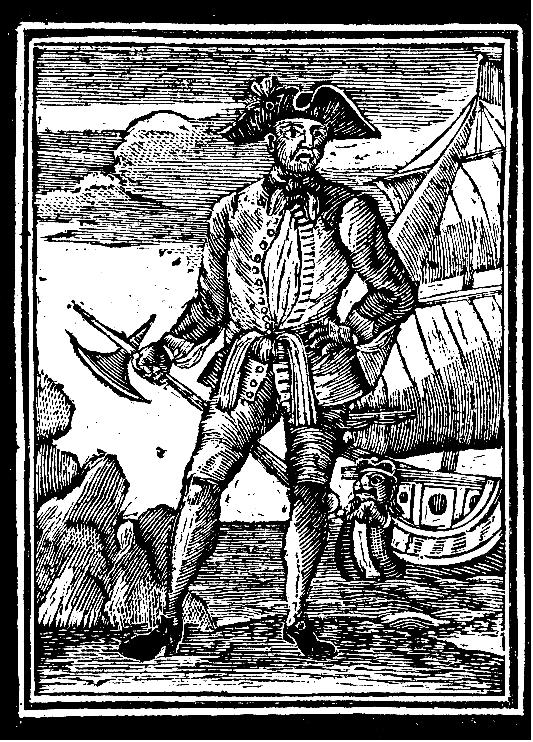
Edward England

Vlag van Edward England

Edward England, geboren als Edward Seager (1685, Ierland - 1721, Madagaskar), was een zeevaarder, kapitein en piraat.
Hij maakte deel uit van het korps van kaapvaarder Christopher Winter, en was betrokken bij de aanval op San Francisco de Campeche in Mexico, kreeg tijdens die aanval het commando over een sloep (vessel) toegewezen. Op Jamaica heeft hij de sloep ingeruild voor een schip genaamd The Pearl en besloot toen naar de Afrikaanse kust te varen.
England bekeerde zich tot piraat en was daar mee actief tussen 1717-1720. Hij kaapte vele schepen in de Azoren, langs de Afrikaanse kusten en op de Indische Oceaan.
England was een piraat die geen slachtoffers wilde maken en die het alleen om de buit te doen was. Dit ging tegen hem werken en eind 1720, tijdens de verovering van het schip de Casandra onder leiding van James Macrea, liet hij de bemanning ongemoeid, maar nam de goederen in beslag.
Na dit incident kwamen zijn bemanningsleden tegen hem in opstand. Bij een eiland ter hoogte van Mauritius werd hij met drie andere mannen overboord gezet. Met een zelfgemaakt vlot voeren ze naar de kust van Madagaskar, bij St Augustine's Bay. Daar leefde England zijn laatste maanden onder erbarmelijke omstandigheden en moest bedelen om voedsel. Uiteindelijk is hij daar gestorven.

## Trivia
- De schrijver Robert Louis Stevenson zou Long John Silver in het boek Schateiland gebaseerd hebben op England.